# Christopher Dean
Pour les articles homonymes, voir Dean.
Christopher Dean est un patineur artistique britannique né le 27 juillet 1958. Il a représenté, en danse sur glace, le Royaume-Uni avec sa partenaire, Jayne Torvill. Ils ont été mondialement connus pour leur interprétation en danse sur glace du Boléro  de Maurice Ravel. Après s'être retiré définitivement de la compétition en 1994, il devint entraîneur et professionnel de danse sur glace.

## Biographie
Dean a grandi à Calverton, dans le Nottinghamshire. Quand il avait six ans, sa mère est partie et son père s'est remarié. Dean n'en a jamais parlé avec son père ou sa belle-mère, tous deux décédés. Il a repris plus tard contact avec sa mère.
Dean a commencé à patiner à l'âge de 10 ans après avoir reçu une paire de patins en cadeau de Noël. Ses parents étaient des danseurs de salon passionnés. À l'école, il était capitaine de l'équipe de football. La première partenaire de glace de Dean fut Sandra Elson. Ils ont commencé à patiner ensemble quand il avait 14 ans et ont concouru en tant que danseurs sur glace pendant quelques années sous la direction de leur instructeur Len Sayward. Cependant, bien qu'ils soient devenus champions britanniques de danse junior, le duo s'est séparée, car Dean et Elson ne s'entendaient pas bien. Dean a ensuite continué avec Jayne Torvill, une autre patineuse de la patinoire de Nottingham. Le duo a d'abord été entraîné par Janet Sawbridge, mais en 1978, Betty Callaway est devenue leur entraîneur.
Dean a quitté l'école à 16 ans et a rejoint la police de Nottingham en 1974. Il était difficile pour lui de suivre une formation de cadet de la police, car son emploi du temps se heurtait souvent à ses séances d'entraînement de patinage. Ainsi Torvill et Dean devaient s'entraîner pendant ses heures creuses. 
En 1980, Torvill et Dean avaient non seulement progressé pour devenir des champions nationaux de danse britanniques, mais étaient également en lice pour des médailles dans des compétitions internationales. C'est alors que Dean a pris la décision qu'il ne pouvait plus équilibrer sa carrière de patineur et de policier, alors il a démissionné de la police.
Dean a également été le chorégraphe en chef de du duo Torvill et Dean.

### Vie privée
Il s'est marié une première fois avec Isabelle Duchesnay de 1991 à 1993, puis en 1994 avec la patineuse Jill Trenary avec qui il a eu deux enfants.
Il est en couple avec la danseuse sur glace britannique Karen Barber depuis 2011.

### Carrière sportive
Le programme libre de Torvill et Dean aux Jeux olympiques d'hiver de 1984 à Sarajevo, interprété sur la musique du Boléro de Maurice Ravel, est devenu mondialement célèbre. Ils ont reçu neuf points de 6,0 pour l'impression artistique (trois autres pour le mérite technique pour un total de douze points de 6,0), le score le plus élevé possible et la seule fois où un score parfait a été obtenu. C'était l'une des réalisations les plus populaires de l'histoire du sport britannique, regardée par une audience de télévision britannique de 24 millions de personnes.
Torvill et Dean sont devenus professionnels après leur victoire olympique en 1984. En vertu des règles des Jeux Olympiques alors en vigueur en tant que professionnels, ils sont devenus inéligibles pour participer à la compétition olympique. En 1993, l'Union internationale de patinage a assoupli les règles pour les patineurs professionnels, permettant au duo de participer aux Jeux olympiques d'hiver de 1994 à Lillehammer où ils ont remporté une médaille de bronze.

## Palmarès
Avec sa partenaire Jayne Torvill
| Compétitions principales        | 1978    | 1979    | 1980    | 1981    | 1982    | 1983    | 1984    | ... | 1994    |  |  |  |  |  |
| Jeux olympiques d'hiver         |         |         | 5e      |         |         |         | 1er     |     | 3e      |  |  |  |  |  |
| Championnats du monde           | 11e     | 8e      | 4e      | 1er     | 1er     | 1er     | 1er     |     |         |  |  |  |  |  |
| Championnats d’Europe           | 9e      | 6e      | 4e      | 1er     | 1er     | F       | 1er     |     | 1er     |  |  |  |  |  |
| Championnats de Grande-Bretagne | 3e      | 1er     | 1er     | 1er     | 1er     | 1er     | 1er     |     | 1er     |  |  |  |  |  |
|                                 |         |         |         |         |         |         |         |     |         |  |  |  |  |  |
| Autre compétition               | 1977/78 | 1978/79 | 1979/80 | 1980/81 | 1981/82 | 1982/83 | 1983/84 | ... | 1993/94 |  |  |  |  |  |
| Trophée NHK                     |         |         | 1er     |         |         |         |         |     |         |  |  |  |  |  |
| Légende : F = Forfait           |         |         |         |         |         |         |         |     |         |  |  |  |  |  |